# Mưa

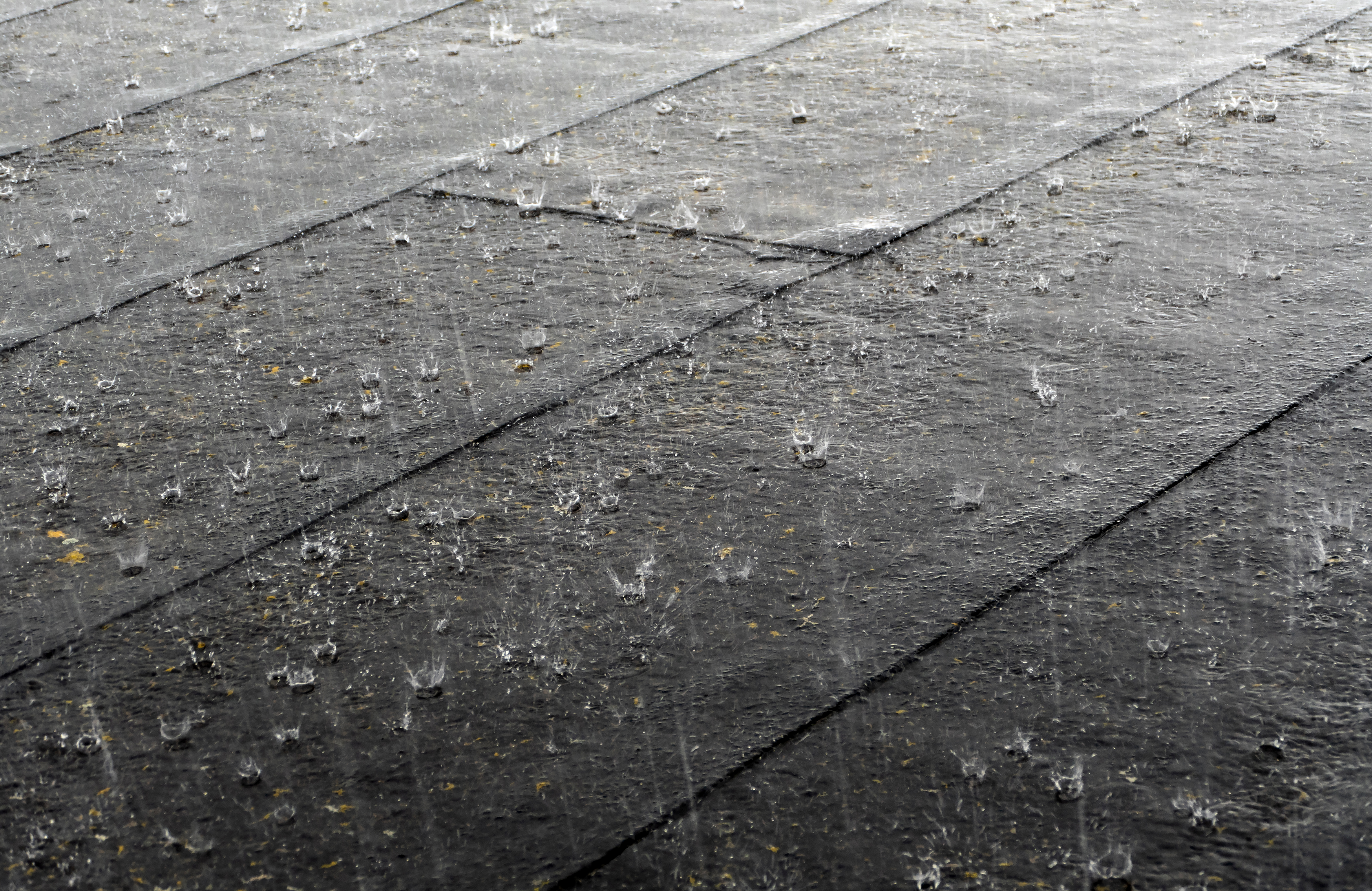
Mưa nặng hạt trên một mái nhà

Mưa hay vũ là các giọt nước lỏng ngưng tụ từ hơi nước trong khí quyển rồi trở nên đủ nặng để rơi xuống đất dưới tác động của trọng lực. Là một thành phần quan trọng của vòng tuần hoàn nước, mưa tạo điều kiện sống phù hợp cho nhiều loại hệ sinh thái, cũng như cung cấp nước cho các hoạt động thủy điện và thủy lợi.
Nguyên nhân chủ yếu gây ra mưa là sự di chuyển của hơi nước qua các khu vực 3 chiều có sự đối lập về nhiệt độ và độ ẩm gọi là frông thời tiết. Khi có đủ hơi nước và chuyển động về phía trên, sẽ xảy ra giáng thủy từ mây đối lưu (các đám mây có chuyển động lên trên mạnh) chẳng hạn như mây vũ tích, loại mây có thể hội tụ với nhau thành các dải mưa hẹp. Sự di chuyển của rãnh gió mùa, hay đới hội tụ liên chí tuyến, mang mùa mưa đến các vùng xavan.
Hiệu ứng đảo nhiệt đô thị làm tăng lượng mưa ở các thành phố nằm trên đường gió thổi. Hiện tượng ấm lên toàn cầu cũng đang làm thay đổi đặc điểm giáng thủy trên toàn thế giới, trong đó có những điều kiện thời tiết ẩm ướt hơn trên khắp phía Đông Bắc Mỹ và những điều kiện thời tiết khô hơn ở vùng nhiệt đới. Châu Nam Cực là lục địa có lượng mưa thấp nhất. Trên toàn thế giới, lượng mưa trung bình trên cạn là 715 mm (28,1 in), nhưng khi tính trên toàn bộ bề mặt Trái Đất thì con số này cao hơn nhiều 990 mm (39 in). Các hệ thống phân loại khí hậu như hệ thống phân loại Köppen dựa vào lượng mưa hàng năm trung bình để phân biệt các kiểu khí hậy khác nhau. Lượng mưa được đo bằng máy đo và được ước lượng bằng ra đa thời tiết.
Các hành tinh khác cũng được biết đến hoặc phỏng đoán là có mưa. Đó có thể là các cơn mưa methane, neon, acid sulfuric hay thậm chí là sắt thay vì nước.

## Hình thành

### Không khí bão hòa nước
Không khí chứa hơi nước và một lượng nước nhất định trong một khối không khí khô được tính bằng đơn vị gram nước/kg khí khô. Lượng ẩm trong không khí được xem là độ ẩm tương đối; là tỉ lệ % của hơi nước mà không khí giữ được ở một nhiệt độ nhất định. Lượng nước một khối không khí có thể chứa trước khi nó đạt đến trạng thái bão hòa (độ ẩm tương đối 100%) và hình thành mây (tập hợp các hạt nước và băng nhỉ trên bề mặt Trái Đất) phụ thuộc vào nhiệt độ của nó. Khối không khí ấm hơn có thể chứa nhiều hơi nước hơn khối không khí lạnh trước khi đạt đến trạng thái bão hòa. Vì thế, một phương thức làm bão hòa khối không khí là làm lạnh nó. Điểm đọng sương là nhiệt độ mà tại đó khối không khí phải được làm lạnh để đạt đến trạng thái bão hòa.
Có 4 cơ chế chính để làm lạnh không khí đến điểm đọng sương: làm lạnh đoạn nhiệt; làm lạnh dẫn nhiệt; làm lạnh bức xạ, và làm lạnh bay hơi. Làm lạnh đoạn nhiệt xuất hiện khi không khí bốc lên và giãn nở. Không khí có thể bay lên do sự đối lưu, là sự chuyển động quy mô lớn của khí quyển, hoặc một rào cản vật lý như núi. Làm lạnh dẫn nhiệt xuất hiện khi khối không khí tiếp xúc với một bề mặt lạnh hơn, thường là nó được thổi từ bề mặt này sang bề mặt khác, như từ mặt nước lỏng đến vùng đất lạnh hơn. Radiational cooling xuất hiện do sự phát xạ các bức xạ hồng ngoại, hoặc từ không khí hoặc từ bề mặt bên dưới. Làm lạnh bốc hơi xuất hiện khi độ ẩm được thêm vào không khí qua sự bay hơi nước, nó làm nhiệt độ không khí lạnh đến nhiệt độ cầu ướt của nó, hoặc cho đến khi nó đạt đến trạng thái bão hòa.
Những cách chính hơi nước được thêm vào không khí gồm: hội tụ gió vào trong các khu vực có chuyển động đi lên, ngưng tụ hoặc rơi từ trên cao, nước bốc hơi vào ban ngày từ mặt biển, các vực nước hoặc đất ngập nước, hơi nước thoát qua thực vật, không khí khô hoặc lạnh chuyển động qua các vực nước ấm hơn, và sự dâng lên của không khí khi gặp các dãy núi. Hơi nước thường bắt đầu cô đọng lại thành các hạt nhân ngưng tụ như bụi, băng, và muối để tạo thành mây. Phần cao của frông thời tiết buộc các khu vực rộng lớn của chuyển động đi lên trong bầu khí quyển của Trái Đất tạo thành những đám mây sàn như mây trung tầng hoặc mây ti tầng. Mây tầng là một loại mây ổn định có xu hướng hình thành khi lạnh, khối không khí ổn định được giữa bên dưới khối không khí ấm. Nó cũng có thể hình thành do sự nâng lên. Nó cũng có thể hình thành do việc di chuyển sương mù bình lưu trong điều kiện mát mẻ.

### Hợp nhất và phân mảnh

Hình dạng của hạt mưa ở các kích thước khác nhau

Thông thường, lực cản của không khí giữ cho các giọt nước trong một đám mây giữ nguyên vị trí. Khi có nhiễu loạn không khí, chúng va chạm với nhau và hợp nhất thành các giọt lớn hơn.

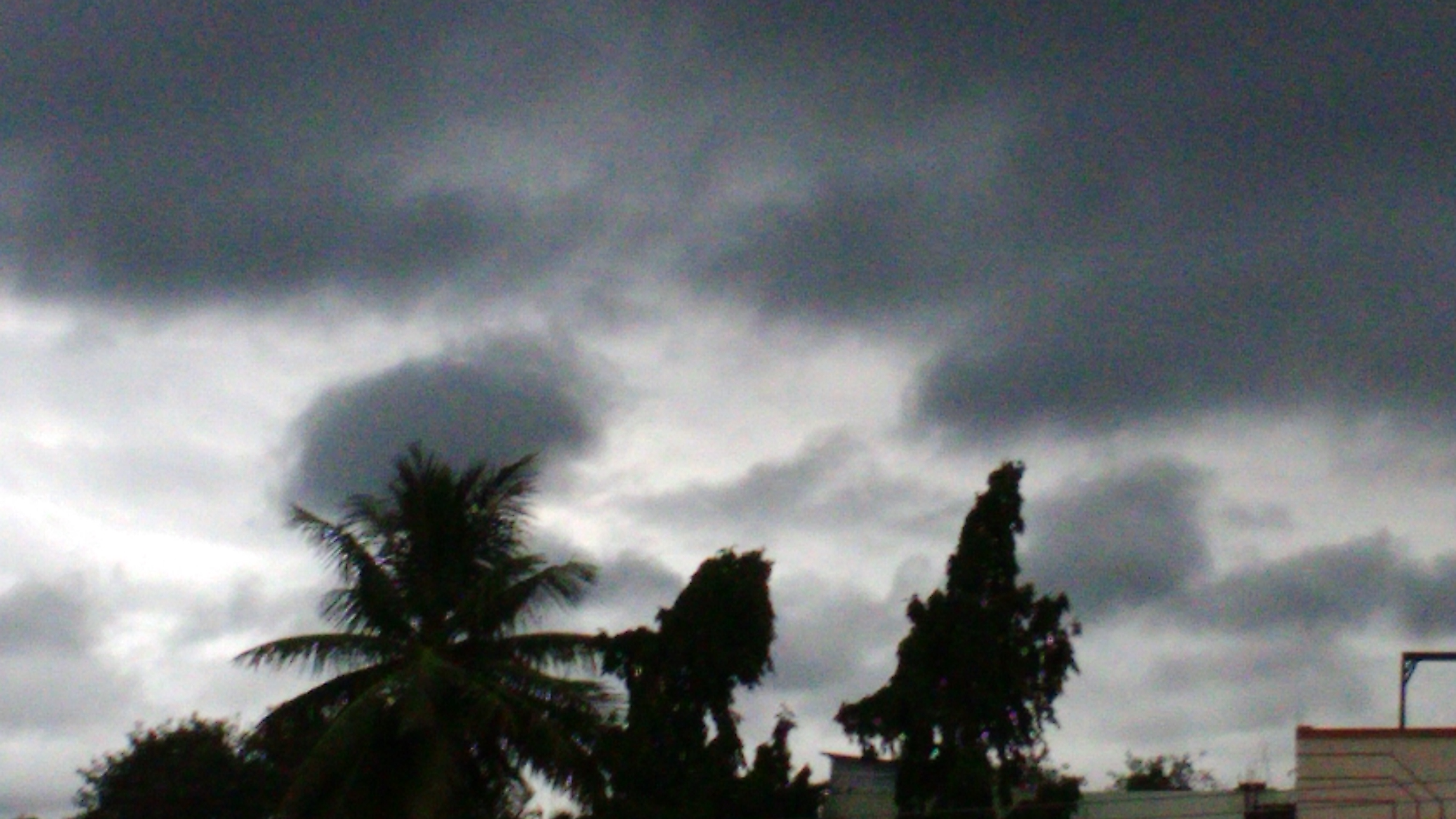
Mây đen

Càng xuống thấp, các giọt nước tiếp tục hợp nhất cho đến khi chúng đủ nặng để vượt qua lực cản của không khí và rơi xuống thành mưa. Nhìn chung, hợp nhất xảy ra nhiều nhất ở các đám mây có nhiệt độ cao hơn điểm đóng băng của nước và còn được gọi là quá trình mưa ấm. Ở các đám mây có nhiệt độ dưới điểm đóng băng của nước, các tinh thể băng sẽ rơi xuống khi đã trở nên đủ nặng. Quá trình này dựa vào nhiệt độ, bởi các giọt nước chậm đông chỉ tồn tại trong một đám mây có nhiệt độ thấp hơn điểm đóng băng của nước. Bên cạnh đó, sự khác biệt về nhiệt độ giữa mây và mặt đất là rất lớn nên các tinh thể băng này có thể tan chảy khi đang rơi và trở thành mưa.
Các hạt mưa có đường kính trung bình từ 0,1 đến 9 mm (0,0039 đến 0,3543 in). Ở kích thước nhỏ, chúng có hình cầu. Càng tăng kích thước, chúng càng trở nên dẹt hơn; bề mặt chịu lực cản của không khí có diện tích lớn nhất. Càc hạt mưa lớn sẽ ngày càng dẹt hơn ở đáy và có hình dạng như miếng bánh mì kẹp trong món hamburger. Các hạt mưa rất lớn có hình dạng giống như dù nhảy. Trái với quan niệm phổ biến, hạt mưa không có hình giọt nước mắt. Các hạt mưa lớn nhất từng được ghi nhận trên thế giới đã rơi xuống Brasil và Quần đảo Marshall vào năm 2004 — một số hạt có kích thước lên tới 10 mm (0,39 in).
Hạt mưa được tạo ra khi mưa đá tan chảy thường có kích thước lớn hơn hạt mưa bình thường.

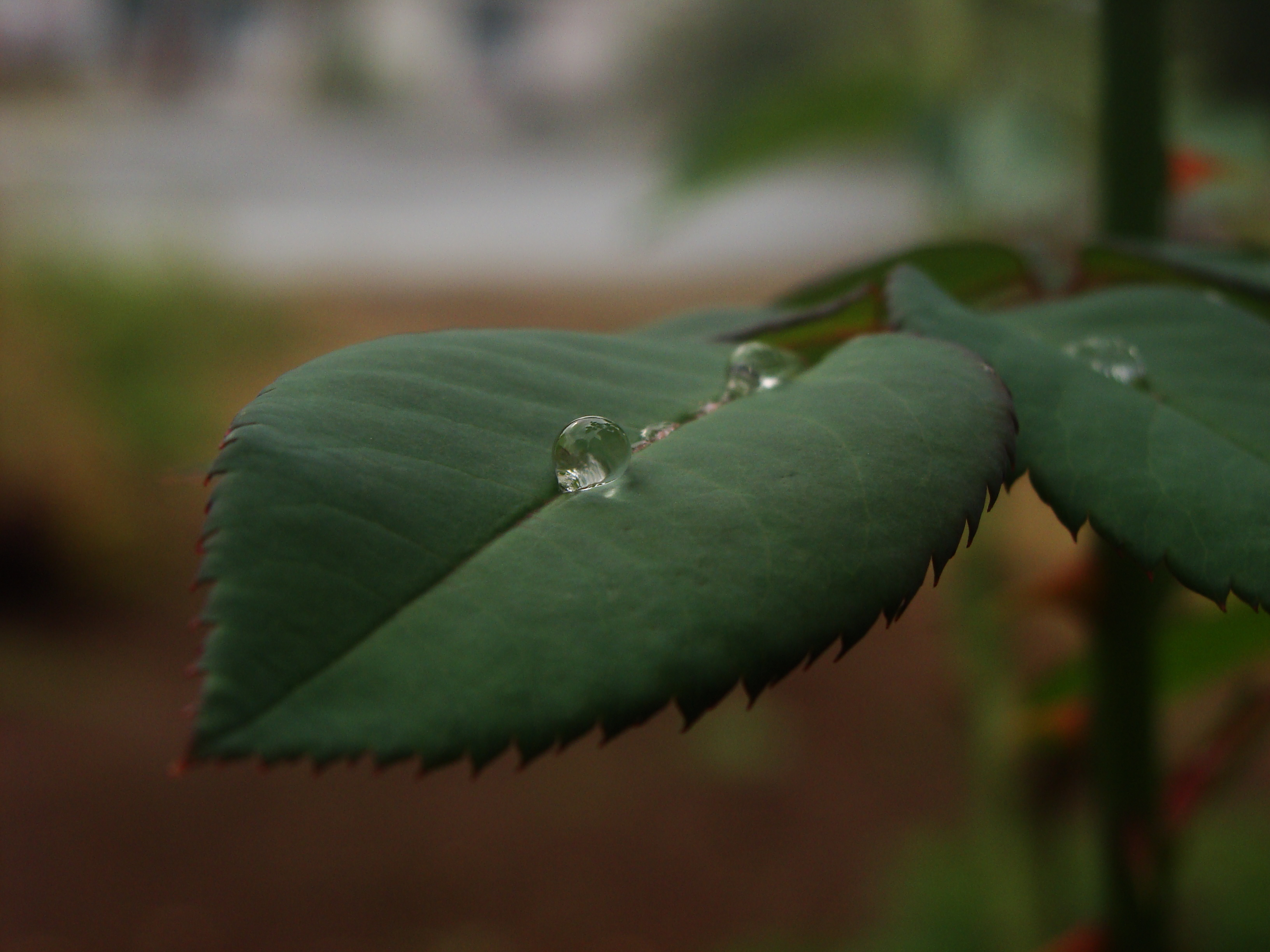
Hạt mưa trên một chiếc lá

Thông thường, thời gian một cơn mưa diễn ra tỉ lệ nghịch với cường độ của nó; chẳng hạn, các cơn giông mạnh có xu hướng không kéo dài lâu còn các cơn giông yếu thì thường kéo dài hơn.

### Va chạm
Các hạt mưa va chạm ở vận tốc cuối. Hạt mưa càng lớn thì sẽ có vận tốc cuối càng cao. Ở mực nước biển và khi không có gió, các hạt mưa phùn (đường kính 0,5 mm (0,020 in)) va chạm ở vận tốc 2 m/s (6,6 ft/s) hoặc 7,2 km/h (4,5 mph), trong khi các hạt mưa lớn hơn (đường kính 5 mm (0,20 in)) va chạm ở vận tốc 9 m/s (30 ft/s) hoặc 32 km/h (20 mph).
Hạt mưa rơi trên vật liệu được ép không chặt, chẳng hạn như tro vừa rơi xuống, có thể tạo ra các chỗ trũng có khả năng trở thành một loại hóa thạch được gọi là vết giọt mưa. Do đường kính lớn nhất của hạt mưa tùy thuộc vào mật độ không khí, vết giọt mưa được sử dụng để xác định mật độ không khí cách đây 2,7 tỉ năm.
Âm thanh phát ra khi các hạt mưa va chạm với một mặt nước được tạo ra bởi sự dao động dưới mặt nước của các bóng khí.

### Virga
Trong một số điều kiện nhất định, các hạt mưa bay hơi hoặc thăng hoa trước khi va chạm với mặt đất. Hiện tượng này có tên gọi là virga và thường xảy ra ở các khu vực có khí hậu nóng và khô.

## Đặc điểm

### Độ acid
Khái niệm mưa acid được sử dụng lần đầu tiên bởi nhà hóa học người Scotland Augus Smith vào năm 1852. Độ pH của mưa có thể thay đổi, đặc biệt là tùy thuộc vào nguồn gốc của nó. Ở bờ Đông Hoa Kỳ, mưa đến từ Đại Tây Dương thường có độ pH là 5,0–5,6; mưa đến từ phía Tây có độ pH là 3,8–4,8; và các cơn giông trong khu vực có thể có độ pH thấp đến mức 2,0. Mưa acid hình thành chủ yếu do hai loại acid mạnh là acid sulfuric (H2SO4) và acid nitric (HNO3). Acid sulfuric có nguồn gốc tự nhiên từ các núi lửa và đầm lầy (vi khuẩn giảm sulfat); cũng như nguồn gốc nhân tạo từ việc đốt nhiên liệu hóa thạch và hoạt động khai khoáng ở những nơi có H2S. Acid nitric có nguồn gốc tự nhiên từ chớp, vi khuẩn trong đất và các đám cháy tự nhiên; cũng như nguồn gốc nhân tạo từ việc đốt nhiên liệu hóa thạch và các nhà máy điện. Trong 20 năm vừa qua, nồng độ acid nitric và acid sulfuric trong nước mưa đã giảm xuống. Điều này có thể là do sự gia tăng đáng kể hàm lượng amoni (khả năng cao là dưới dạng amonia từ hoạt động chăn nuôi gia súc) có vai trò là một dung dịch đệm trong mưa acid và nâng độ pH.

### Phân loại khí hậu Köppen
| Af Am Aw |  | BWh BWk BSh BSk |  | Csa Csb |  | Cwa Cwb |  | Cfa Cfb Cfc |  | Dsa Dsb Dsc Dsd |  | Dwa Dwb Dwc Dwd |  | Dfa Dfb Dfc Dfd |  | ET EF |

Bản đồ khí hậu theo phân loại Köppen–Geiger

Hệ thống phân loại khí hậu Köppen sử dụng nhiệt độ và lượng mưa trung bình hàng tháng. Phiên bản được sử dụng phổ biến nhất của hệ thống này bao gồm 5 loại chính được ký hiệu bằng các chữ cái từ A đến E: A, nhiệt đới; B, khô cằn; C, ôn đới; D, lục địa và E, vùng cực. Năm loại này tiếp tục được chia thành các loại nhỏ hơn như khí hậu rừng mưa, gió mùa, xavan, cận nhiệt đới ẩm, lục địa ẩm, hải dương, Địa Trung Hải, thảo nguyên khô, cận Bắc Cực, đài nguyên, chỏm băng và sa mạc.
Rừng mưa nhiệt đới có đặc trưng là lượng mưa lớn; theo một số cách định nghĩa, lượng mưa hàng năm tối thiểu thường từ 1.750 đến 2.000 mm (69 đến 79 in). Xavan nhiệt đới là một loại khu sinh học đồng cỏ ở các khu vực có khí hậu từ bán khô hạn đến bán ấm ướt nằm trên các vĩ tuyến cận nhiệt đới và nhiệt đới, với lượng mưa hàng năm từ 750 đến 1.270 mm (30 đến 50 in). Loại khu sinh học này phổ biến ở châu Phi và cũng xuất hiện ở Ấn Độ, phía Bắc Nam Mỹ, Malaysia và Australia. Ở các khu vực có khí hậu cận nhiệt đới ẩm ướt, mưa xảy ra trong các cơn bão mà gió Tây ôn đới đẩy từ Tây sang Đông vào mùa đông, và trong các cơn giông và xoáy thuận nhiệt đới vào mùa hè. Khí hậu cận nhiệt đới ẩm ướt xuất hiện ở các lục địa phía Đông cách xích đạo từ 20° đến 40° vĩ tuyến.
Khí hậu hải dương thường xuất hiện dọc theo bờ biển phía Tây của các khu vực nằm trên vĩ tuyến ở giữa của hầu hết các lục địa. Kiểu khí hậu này có nhiều mưa quanh năm. Khí hậu Địa Trung Hải có đặc điểm tương tự với khí hậu ở lưu vực Địa Trung Hải, một số khu vực ở phía Tây Bắc Mỹ, một số khu vực ở miền Tây và miền Nam Australia, miền Tây Nam của Nam Phi và một số khu vực ở miền Trung Chile. Kiểu khí hậu này có đặc trưng là thời tiết nóng và khô vào mùa hè, mát và ẩm ướt vào mùa đông. Thảo nguyên Á-Âu là các khu vực đồng có có khí hậu khô hạn. Khí hậu cận Bắc Cực có nhiệt độ thấp, băng vĩnh cửu liên tục và ít mưa.

## Tác động

### Nông nghiệp

Lượng mưa ước tính ở miền Nam Nhật Bản và các vùng lân cận từ ngày 20 đến ngày 27 tháng 7 năm 2009.

Các hiện tượng giáng thủy nói chung và mưa nói riêng có tác động rất lớn đến nông nghiệp. Tất cả thực vật đều cần một lượng nước nhất định nào đó thì mới có thể tồn tại, vì thế, mưa (phương tiện tưới nước hiệu quả nhất) đóng vai trò quan trọng với nông nghiệp. Nhìn chung, thực vật rất cần mưa thường xuyên để có thể khỏe mạnh, nhưng quá nhiều hoặc quá ít mưa có thể gây hại cho cây trồng. Hạn hán có thể làm chết cây trồng và gia tăng sự xói mòn, còn thời tiết quá ẩm ướt thì có thể kích thích sự phát triển của các loại nấm có hại. Các loài thực vật khác nhau cần lượng mưa khác nhau để sinh tồn. Ví dụ, một số loài xương rồng cần rất ít nước, trong khi các loài thực vật nhiệt đới có thể cần lượng mưa hàng năm lên tới hàng trăm centimet mới có thể sống sót.
Ở các khu vực có mùa mưa và mùa khô, đất trở nên cằn cỗi và sự xói mòn thì gia tăng trong các mùa mưa. Các loài động vật đã phát triển những chiến thuật thích nghi và sinh tồn trong mùa mưa. Mùa khô trước gây ra thiếu lương thực trong mùa mưa tiếp theo do cây trồng chưa vào vụ. Các quốc gia đang phát triển đã ghi nhận rằng dân số của mình có những biến động theo mùa mà nguyên nhân là sự thiếu hụt lương thực xảy ra trước khi vụ thu hoạch đầu tiên trong năm xảy ra vào cuối mùa mưa. Nước mưa có thể được tích trữ trong các bể chứa, sau đó xử lý thành nước uống được, để sử dụng cho những mục đích khác hoặc để tưới tiêu. Mưa lớn trong khoảng thời gian ngắn có thể gây lũ quét.

### Văn hóa và tín ngưỡng

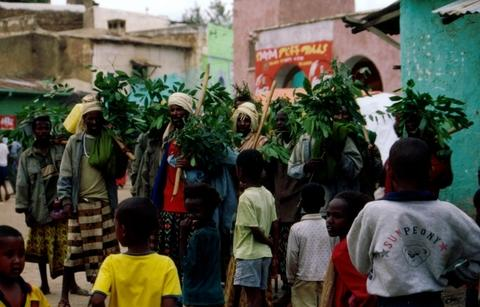
Điệu nhảy cầu mưa ở Harar, Ethiopia

Thái độ của con người đối với mưa có sự khác nhau trên khắp thế giới. Ở các khu vực có khí hậu ôn đới, con người có xu hướng trở nên căng thẳng khi thời tiết không ổn định hoặc nhiều mây. Điều này ảnh hướng đến nam giới nhiều hơn nữ giới. Mặt khác, mưa cũng có thể mang đến niềm vui bởi nhiều người cảm thấy dễ chịu khi có mưa hoặc thích ngắm cảnh trời mưa. Ở các khu vực khô cằn, chẳng hạn như Ấn Độ, hay trong các thời kỳ hạn hán, mưa có khả năng cải thiện tâm trạng. Ở Botswana, từ "mưa" trong tiếng Setswana, pula, được dùng làm tên của đơn vị tiền tệ nhằm nói lên tầm quan trọng của mưa đối với quốc gia có khí hậu hoang mạc này. Một số nền văn hóa đã phát minh ra các biện pháp ứng phó với mưa, bao gồm các thiết bị bảo hộ như ô và áo mưa, cũng như các thiết bị thoát nước mưa như máng xối và cống nước mưa. Nhiều người cảm thấy thích mùi tỏa ra trong khi và ngay sau khi trời mưa. Nguồn gốc của mùi này là petrichor, một loại dầu do thực vật tiết ra, sau đó được đất đá hấp thụ và giải phóng vào không trung khi trời mưa.

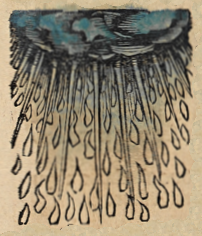
Hình vẽ minh họa mưa trong bách khoa toàn thư Nuremberg Chronicle (1493)

Mưa đóng vai trò quan trọng về mặt tín ngưỡng trong nhiều nền văn hóa. Người Sumer cổ đại tin rằng mưa là tinh dịch của vị thần bầu trời An rơi xuống để thụ tinh cho vợ của mình là nữ thần Trái Đất Ki, từ đó nữ thần sinh ra mọi cây cối trên Trái Đất. Người Akkad tin rằng mây là ngực của nữ thần Antu, vợ của Anu, và mưa là sữa của nữ thần. Trong truyền thuyết của người Do Thái, vào thế kỷ 1 TCN, Honi ha-M'agel đã chấm dứt một cơn hạn hán kéo dài 3 năm ở Judaea bằng cách vẽ một vòng tròn trên cát để cầu mưa và quyết không rời khỏi vòng tròn cho đến khi lời cầu nguyện của mình ứng nghiệm. Trong Tùy tưởng lục, Hoàng đế La Mã Marcus Aurelius lưu lại một lời cầu nguyện cho trời mưa của người dân thành Athens gửi đến Zeus, vị thần bầu trời trong thần thoại Hy Lạp. Nhiều bộ lạc thổ dân châu Mỹ được biết đến là đã từng biểu diễn những điệu nhảy cầu mưa. Nghi thức cầu mưa cũng là một phần quan trọng trong nhiều nền văn hóa ở châu Phi. Ở Hoa Kỳ ngày nay, nhiều thống đốc bang đã tổ chức ngày cầu nguyện trời mưa, chẳng hạn như ở Texas vào năm 2011.

## Bên ngoài Trái Đất
Có giả thuyết cho rằng mưa kim cương xảy ra trên các hành tinh khí khổng lồ Sao Mộc và Sao Thổ, cũng như các hành tinh băng khổng lồ Sao Thiên Vương và Sao Hải Vương. Trên các hành tinh khí khổng lồ, nhiều khả năng xảy ra mưa với những thành phần hóa học khác nhau ở thượng tầng khí quyển, cũng như mưa neon lỏng ở hạ tầng khí quyển. Trên Titan, vệ tinh tự nhiên lớn nhất của Sao Mộc, hiện tượng mưa methane được cho là đã khắc nên những hệ thống kênh trên bề mặt của vệ tinh này. Trên Sao Kim, mưa acid sulfuric bay hơi ở cách mặt đất 25 km (16 mi). Có giả thuyết cho rằng có hiện tượng mưa sắt trên hành tinh ngoài hệ Mặt Trời OGLE-TR-56b thuộc chòm sao Nhân Mã. Các nghiên cứu được Tổ chức Nghiên cứu thiên văn châu Âu tại Nam Bán cầu tiến hành đã cho thấy trên WASP-76b có những cơn mưa sắt nóng chảy khi nhiệt độ giảm xuống vào ban đêm. Các mẫu bazan mà chương trình Apollo mang về Trái Đất đã cho thấy một số bằng chứng rằng từng có mưa nham thạch trên Mặt Trăng.